# James Hood
James Alexander Hood (Gadsden, 10 novembre 1942 – Gadsden, 17 gennaio 2013) è stato un attivista statunitense.

## Biografia
James Hood fu uno dei primi afroamericani ad iscriversi all'Università dell'Alabama nel 1963 e divenne noto quando il governatore dell'Alabama George Wallace gli impedì di iscriversi a tutti i corsi dell'università bianca, un incidente che è diventato noto come il Stand in the Schoolhouse Door.
L'11 giugno 1963, in una cerimonia dimostrativa, Wallace si trovava davanti all'Auditorium Foster dell'università. Hood è riuscito a pagare le sue tasse, accompagnato da Vivian Malone Jones e dal vice procuratore generale americano Nicholas Katzenbach. Wallace intendeva mantenere la sua promessa di mantenere la segregazione nello stato e di fermare "l'integrazione alla porta della scuola". Mentre Malone e Hood aspettavano in macchina, il vice procuratore generale Katzenbach e una piccola squadra di marshal federali si sono confrontati con Wallace per chiedere che a Malone e Hood fosse consentito l'ingresso per ordine del tribunale statale e che Wallace si ritirasse. Wallace non solo rifiutò l'ordine, ma aveva anche interrotto Katzenbach; di fronte alla folla di media che lo circondava, Wallace pronunciò un breve discorso simbolico sulla sovranità dello Stato, affermando che "L'intrusione indesiderata, sgradita, ingiustificata e forzata nel campus dell'Università dell'Alabama... della potenza del Governo Centrale offre un esempio spaventoso dell'oppressione dei diritti, dei privilegi e della sovranità di questo Stato da parte di funzionari del Governo Federale".
Dopo aver visto che Wallace non si sarebbe fatta da parte, Katzenbach chiese l'assistenza del presidente John Fitzgerald Kennedy per costringere Wallace a consentire l'ingresso degli studenti di colore nell'università. Nello stesso giorno presidente Kennedy federalizzò la Guardia nazionale dell'Alabama, ponendola agli ordini del presidente. Le Guardie scortarono Hood e Malone nell'auditorium, dove Wallace si ritirò su richiesta del generale Henry Graham. Hood e Malone entrarono poi nell'edificio, anche se attraverso un'altra porta. Hood lasciò l'università dopo soli due mesi, ma tornò nel 1995 per iniziare a conseguire il dottorato. Il 17 maggio 1997 ha conseguito il dottorato di ricerca in studi interdisciplinari.
Nel 1997, Wallace ha previsto di conferire a Hood la sua laurea, ma la cattiva salute gli ha impedito di partecipare alla cerimonia. Lo stesso Hood era convinto che Wallace fosse sincero dopo quell'incontro, come scrisse in un colloquio successivo al documentario di PBS su Wallace, Setting the Woods on Fire. Hood ha partecipato ai funerali di Wallace nel 1998, implorando gli altri di perdonare Wallace come egli ha fatto, in quanto Wallace si era pubblicamente scusato per le sue azioni.
Hood ha anche ricevuto una laurea in Michigan da parte della Wayne State University e un master dall'Università statale del Michigan. In seguito si trasferì in Wisconsin, dove lavorò per 26 anni al Madison Area Technical College. È andato in pensione nel 2002 come "presidente dei servizi di pubblica sicurezza incaricati della formazione della polizia e dei vigili del fuoco". Si è poi trasferito a Gadsden, Alabama, la città in cui è nato, dove è morto in casa il 17 gennaio 2013 all'età di 70 anni.